# Pixelschatten
Pixelschatten ist ein deutscher Film von 2011, der die tragikomische Geschichte einer Gruppe von Freunden aus der Umgebung von Münster erzählt. Grundlage des Films sind die schriftlichen Tagebucheinträge auf dem fiktiven Online-Blog Pixelschatten, die im Film durch Point-of-View-Sequenzen interpretiert werden.

## Handlung
Der Kleinstadt-Blogger Paul, genannt Pixel, bemerkt zwei Jahre nach dem Abitur, dass seine ehemals populären autobiografischen Einträge niemanden mehr erreichen, und dass seine Freunde sich nach einer neuen Umgebung sehnen. In der Unfähigkeit, seine Zukunft selbst in die Hand zu nehmen, und in dem Streben nach Aufmerksamkeit provoziert er seine besten Freunde Dunia und Lutz und seine Freundin Suse mit seinen Einträgen so sehr, dass sie sich immer mehr von ihm abwenden. Als er keinen anderen Weg mehr findet, um mit ihnen zu kommunizieren, beschließt er, alle Kontakte abzubrechen und spurlos zu verschwinden. Die einzige Nachricht, die er hinterlässt, ist ein Blogeintrag mit einem intimen Video von sich und Suse.
Wochen später ist der lokale Skandal um das Video von Pixel und Suse verblasst. Dunia, Lutz und Suse haben sich immer mehr auseinandergelebt, und gehen auf ihre eigene Weise mit Pixels ungeklärtem Verschwinden um. Eines Tages hat Dunia genug und benutzt Pixels inzwischen stillen Blog, um ein Lebenszeichen aus ihm herauszukitzeln. Die neuen Einträge bekommen eine neue Aufmerksamkeit, da viele ehemalige Leser glauben, Pixel sei zurückgekehrt. Dunia überredet Lutz und später auch Suse, Pixel durch den Blog zu schreiben und ihrer Trauer ein Ventil zu geben. Gemeinsam schaffen sie das, was Pixel nie gelungen ist, nämlich den Blog zu einem lebensbejahenden Gemeinschaftsprojekt zu machen, das junge Menschen aus der ganzen Umgebung verbindet.
Überwältigt von der großen Resonanz beschließen die Freunde, den Blog mit einer gebührenden Party zu beenden, bevor sich ihre Wege trennen und Suse für ein Jahr nach Oslo geht. Das „Pixelfest“ ist ein voller Erfolg, der Blog erfolgreicher denn je und zum ersten Mal haben die Freunde das Gefühl, etwas gemeinsam auf die Beine gestellt zu haben. Nur von Pixel fehlt jedes Lebenszeichen.

## Hintergrund

### Produktion
Der Film wurde im Rahmen der Ausschreibung „Bodybits“ der Redaktion Das kleine Fernsehspiel vom ZDF mit einem Kleinstbudget finanziert und stellt den einzigen fiktionalen Beitrag der Ausschreibung dar. Nach der Produktion eines Pitchfilms und der Finanzierung durch das ZDF wurde das Drehbuch zum Film zwischen Januar und August 2010 von Kunnel verfasst. Der 15-tägige Dreh fand im Anschluss im August und September 2010 in Münster und Umgebung statt. Produziert wurde Pixelschatten von der Kölner Produktionsfirma Tag/Traum und einem Produktionsteam in Münster. Seine Premiere feierte der Film im März 2011.

### Drehbuch
Strukturell folgt der Film der Logik eines Online-Tagebuchs, das in schriftliche Einträge und Kommentare der Leser unterteilt ist. Während Pixel sich vor seinem Verschwinden an seine Leser richtet, richten sich seine Freunde nach dem Verschwinden an Pixel selbst, um ihn zur Rückkehr zu bewegen. Der Film thematisiert dabei die ambivalente virtuelle Umgebung, in der nicht immer klar ist, ob der vermeintliche Erzähler Pixel die Ereignisse, von denen wir auf dem Blog erfahren, wirklich so erlebt hat. Neben dem Interesse an dem filmischen Konzept des unzuverlässigen Erzählers in Filmen wie Badlands oder The Rules of Attraction wurde Kunnel durch das Konzept der Diegese von Gérard Genette und durch seine Beschäftigung mit Online-Themen im Studium der Kommunikationswissenschaft inspiriert. Ein weiterer großer Einfluss sind laut Kunnel die authentische Darstellung von Teenagern und Studenten in den Filmen von John Hughes sowie die Filme von Andrew Bujalski und Joe Swanberg, die dem Mumblecore-Genre zugeschrieben werde. Eine Szene, in der Suse auf komödiantische Weise Pixels steigende Brustbehaarung thematisiert, ist eine direkte Referenz zu einer Szene in Swanbergs Film Nights and Weekends.

## Filmische Umsetzung

### Blogoberfläche
Der Film visualisiert auf ungewöhnliche Weise die Oberfläche des Blogs Pixelschatten. So erscheinen die Worte in den schriftlichen Blogeinträgen dynamisch mit der Stimme des Erzählers und vermitteln dem Zuschauer den Eindruck, dass er live bei der Entstehung der neuen Einträge dabei ist. Gleichzeitig wurden die Leserkommentare so animiert, dass sie den Anschein eines Live-Chats erwecken. Des Weiteren erscheinen vereinzelte hochgeladene Onlinevideos auf dem Blog, die durch einen roten Verlaufsbalken gekennzeichnet sind. Während Pixels Einträge einen blauen Hintergrund haben, sind Dunias Einträge mit einem grünen, Lutz’ Einträge mit einem gelben und Suses Einträge mit einem roten Hintergrund unterlegt. Animiert wurden diese Sequenzen von Benjamin Jager und Daniel Rakete.

### Point-of-View-Sequenzen
Die schriftlichen Blogeinträge wurden durch die seltene filmische Perspektive der Ersten Person umgesetzt, um die Welt durch die Augen des vermeintlich unverlässlichen Erzählers Pixel zu erleben. Dabei ist Pixelschatten nach Robert Montgomerys Die Dame im See von 1947 der erste abendfüllende Film, der ausschließlich diese Perspektive für seine filmische Erzählweise nutzt. Um die Point-of-View-Sequenzen zu ermöglichen, konstruierten Bildgestalter Mantas Jockus und Kameraassistent Clemens Szelies ein neuartiges Kamera-Headrig, dass es dem Hauptdarsteller Ben Gageik ermöglichte, möglichst authentisch in den Szenen zu agieren und beide Hände zu nutzen. Die Point-of-View-Sequenzen erzeugen eine unmittelbare, intime Nähe zu den Blogeinträgen der Hauptfigur, ohne ihn dabei selbst sehen zu können.

### Filmmusik und Soundtrack
Die Filmmusik wurde von den britischen Musikern Josh Childs und Ben Taylor komponiert. Daneben ist Childs auch mit seinem Nebenprojekt Mothers Auxillary auf dem Soundtrack vertreten, auf dem auch diverse deutsche Independent-Musiker wie Antilopen Gang, Joasihno, Sebastian Witte oder Vimes vertreten sind. Neben Joasihno und Sebastian Witte tritt auch die Band Jason & Theodor live am Ende des Films auf.

## Themen/Motive
Neben der Unverlässlichkeit der virtuellen Umgebung beschreibt der Film den Einfluss moderner Kommunikationstechnologien auf persönliche Beziehung, der sich vor allem in der tragischen Liebesbeziehung zwischen Pixel und Suse und im Umgang der Freunde mit Pixels Verschwinden ausdrückt. Die Tatsache, dass Pixels Blog erst dann richtig erfolgreich wird, als seine Freunde ihn übernehmen, thematisiert die Bedeutung klassischer Beziehungen und Freundschaften für den Erfolg solcher Medien.